# Kabupaten Konawe Selatan
Kabupaten Konawe Selatan är ett kabupaten i Indonesien.   Det ligger i provinsen Sulawesi Tenggara, i den centrala delen av landet, 1 700 km öster om huvudstaden Jakarta. Antalet invånare är 264 587.